# اسپولا
اسپولا (به اسپانیایی: Espolla) یک منطقهٔ مسکونی در اسپانیا است که در آلت امپوردا واقع شده‌است. اسپولا ۴۳٫۶ کیلومتر مربع مساحت دارد.